# فلوجه
فَلّوجه شهری است در استان انبار عراق در ۶۹ کیلومتری باختر بغداد و در کرانه رود فرات. شهر فلوجه با جمعیت ۳۲۶ هزار نفر در جاده بغداد به اردن قرار گرفته‌است.
در عراق این شهر به «شهر مسجدها» شهرت دارد زیرا در فلوجه و روستاهای پیرامونش در حدود ۲۰۰ مسجد وجود دارد. فلوجه از قدیم از مراکز مهم اهل سنت در عراق بوده‌است.

## تاریخچه
منطقه فلوجه از هزاران سال پیش مسکونی بوده‌است. نام این شهر از واژه آرامی «پلگوثه» گرفته شده که برخی منابع معنی آن را «تنظیم‌کننده کانال‌های آب» دانسته‌اند و محل این شهر نیز در جای تقسیم آب فرات به سوی کانال‌های مختلف قرار دارد.
شکل عربی شده این نام یعنی فلوجه معنای «زمین قابل کشت» می‌دهد.
منطقه فلوجه در زمان ساسانیان جزء استان انبار شد. شهر انبار یا پیروزشاپور، یکی از شهرهای باستانی ایران زمان ساسانیان، شهر اصلی این منطقه بود و امروزه ویرانه‌های آن در فاصله کمی از شمال فلوجه قرار گرفته‌است. شهر انبار در زمان فرمانروایی شاپور یکم ساسانی مورد تجدید بنا و بازسازی قرار گرفت و به نام شاپور نامگذاری شد. در این شهر مخازن بزرگ اسلحه و مواد غذائی برای سپاهیان ساسانی ایجاد گردید، بدین سبب آنجا را شهر انبار نیز می‌نامیدند که نامی است فارسی.
انبار در پیوندگاه رود فرات با «نهر شاهی» واقع شده که در منابع عربی امروزه کانال صقلاویه نام دارد و در زمان‌های پیشین نهر عیسی و نهر ملک نام داشت.
این شهر تا سال ۲۵۹ میلادی مرکز اصلی یهودیان بابلی بوده‌است ولی ویرانی آن در آن سال به‌دست اودناتوس، فرمانروای پالمیرایی به این مرکزیت پایان داد.
بنیامین تطیلی که در سال ۱۱۶۴ از شهر انبار دیدن کرد شمار یهودیان آن را ۳۰۰۰ نفر یاد کرده‌است.
در زمان عثمانی‌ها این شهر یک ایستگاه کوچک از بغداد به سوی جاده غرب به‌شمار می‌آمد.

## تاریخ معاصر
در دوران معاصر، در زمان حکومت صدام حسین، فلوجه از مناطق اصلی پشتیبان رژیم او بود. در این دوران، بسیاری از افراد ارشد حزب بعث از اهالی فلوجه بودند و صدام به صنعتی کردن منطقه اقدام کرد و کارخانه‌های زیادی را در اطراف فلوجه بنا کرد.
مسیر بزرگ‌راهی که صدام حسین برای گذر از این شهر در نظر گرفته بود در جریان جنگ آمریکا با عراق تغییر کرد و باعث افول اهمیت آن شد.
در بهار سال 2003، نیرو های آمریکایی با محاصره فلوجه، همه راه های خروجی آن را مسدود کردند و به صورت هوایی و موشکی حملاتی را انجام داده اند. در این مدت آمریکایی ها مراکز درمانی و بیمارستان های شهر را تعطیل کردند. نظامیان ایالات متحده آمریکا روی دیوار های این شهر با رنگ قرمز نوشتند: «عراق را ویران کنید و عراقی ها را زنده نگذارید.»
از زمان حملات آمریکاییان به عراق این شهر از مراکز عمده نبرد با آمریکایی‌ها بوده‌است و درگیری افراد مسلح این شهر با نیروهای نظامی آمریکایی با سرکوب شدید آمریکاییان روبه‌رو شده‌است؛ ولی در نهایت در ۲۰۰۴ توانستند این شهر را به تصرف درآورند اما تا سال ۲۰۰۷ میلادی همچنان عملیات های انتحاری و حملات در جریان بود .
شبکه ایتالیایی رای در ۸ نوامبر ۲۰۰۵ فیلم مستندی پخش کرد به نام «فلوجه: کشتار پنهان» که در آن سربازان از استفاده آمریکا از بمب‌های فسفری و بمب های ناپالم در فلوجه خبر می‌دهند. پنتاگون در اعلامیه‌ای در تاریخ ۱۶ نوامبر استفاده از بمب فسفری را تأیید کرد ولی استفاده آن را علیه افراد غیرنظامی ندانست.

## عملیات بازپس‌گیری فلوجه
فلوجه در تاریخ ۲۷ ژوئن ۲۰۱۶ (۷ تیر ۱۳۹۵) توسط نیرو های ائتلاف بین المللی و ارتش و بسیج مردمی عراق دوباره شد.